# Johann David Heinichen
Johann David Heinichen (Krössuln, 17 d'abril de 1683 - Dresden, 16 de juliol de 1729) fou un compositor i teòric musical alemany del Barroc.
Al mateix temps que estudiava música, estudià Dret i exercí d'advocat durant un cert temps a Weissenfels, però aviat deixà les lleis per dedicar-se exclusivament a la música. El 1711 publicà un mètode de baix xifrat, Neu erfundene und Gründliche Anweisung, que cridà l'atenció dels professionals i li valgué ser pensionat per continuar els seus estudis a Itàlia, on hi va romandre des de 1713 fins al 1718 i fent representar moltes òperes. El 1718 fou nomenat mestre de capella del rei de Polònia i elector de Saxònia August II dit el Fort, residint des de llavors a Dresden.
El seu tractat de 1728, Der General-Bass in der Composition ("El baix continu en la composició") és una font fonamental per a entendre el baix continu alemany i el seu paper en les composicions de Johann Sebastian Bach i els seus contemporanis.
A part de nombroses òperes, deixà misses, cantates, 11 concerts i una Suite per a orquestra, obres totes molt estimades per la seva excel·lent factura.